# Hội đồng Điện ảnh, Truyền hình và Truyền thông nghe nhìn Quốc tế
Hội đồng Điện ảnh, Truyền hình và Truyền thông nghe nhìn Quốc tế, viết tắt là ICFT (International Council for Film Television and Audiovisual Communication) là một tổ chức phi chính phủ, phi lợi nhuận quốc tế, là cơ quan tư vấn của UNESCO về lĩnh vực các sản phẩm điện ảnh, truyền hình và truyền thông nghe nhìn.
ICFT thành lập năm 1959, đã hoạt động được hơn 50 năm như là một tổ chức phi chính phủ độc lập trong quan hệ đối tác chính thức của UNESCO, và là một trong những số ít cơ quan được đặt tại trụ sở UNESCO ở Paris.